# Torpedo nuclear
Un torpedo nuclear es un torpedo armado con una ojiva nuclear. La idea detrás de las ojivas nucleares en un torpedo era crear una explosión mucho más grande y explosiva. Análisis posteriores sugirieron que los torpedos más pequeños, más precisos y más rápidos eran más eficientes y efectivos.  
Durante la Guerra Fría, los torpedos nucleares reemplazaron a algunos torpedos armados convencionalmente en submarinos de la URSS y de la armada estadounidense. 
La URSS desarrolló el T15, el T5 y el ASB-30. El único torpedo de cabeza nuclear utilizado por los Estados Unidos fue el torpedo Mark 45. La Unión Soviética desplegó ampliamente los torpedos nucleares T5 en 1958 y los EE. UU. desplegaron su torpedo Mark 45 en 1963 28 En 2015, hubo rumores de que Rusia estaba desarrollando un nuevo torpedo nuclear, el Status-6.

## Unión Soviética

### T-15
El desarrollo de armas nucleares por parte de la Unión Soviética comenzó a fines de la década de 1940. La Armada se había presentado como la rama más adecuada de las fuerzas armadas soviéticas para lanzar un ataque nuclear, creyendo que su tecnología y tácticas submarinas eran superiores al resto del mundo. En teoría, los submarinos de largo alcance que pueden emerger justo antes de lanzar un arma nuclear ofrecen una gran ventaja táctica en comparación con el despliegue de armas por aviones bombarderos de largo alcance que pueden ser derribados. 
A principios de la década de 1950, el Ministerio Soviético de Construcción de Máquinas Medianas inició en secreto planes para incorporar ojivas nucleares en la guerra submarina. Una propuesta, el proyecto T-15, tenía como objetivo proporcionar una ojiva nuclear compatible con el tradicional torpedo de calibre 1550 milímetros (un poco más de 61 pulgadas o 5 pies) que ya se usa en los submarinos diésel soviéticos. El proyecto T-15 comenzó en estricto secreto en 1951. La investigación y las pruebas fueron contemporáneas con otro propuesta, el torpedo de 533 milímetros, mucho más pequeño y liviano, denominado T-5. Stalin y las fuerzas armadas vieron beneficios para ambos calibres de torpedos: el T-5 era una opción táctica superior, pero el T-15 disponía de una capacidad explosiva más grande. Las reuniones en el Kremlin fueron tan altamente secretas que la Marina no fue informada. Los planes para el torpedo T-15 y para un submarino apropiadamente rediseñado, denominado proyecto 627, fueron autorizados el 12 de septiembre de 1952, pero no fueron aprobados oficialmente hasta 1953, lo que sorprendió a la Marina, que desconocía la actividad del gobierno central.  El proyecto T-15 desarrolló un torpedo que podría viajar 16 millas con una ojiva termonuclear . El diseño T-15 de 1550 milímetros tenía 5 pies de diámetro y pesaba 40 toneladas. El gran tamaño del arma limitaba la capacidad del submarino modificado a un solo torpedo que solo podía viajar a una velocidad de 30 nudos. La velocidad del torpedo se vio obstaculizada por el uso de un motor de propulsión eléctrica para lanzar la ojiva.  

#### Cancelación
El T-15 tenía la intención de destruir bases navales y pueblos costeros por una explosión submarina que resultó en masivas olas de tsunami . El compartimento delantero de los submarinos T-15 contenía el torpedo masivo, que ocupaba el 22% de la longitud del submarino. Un submarino solo podía contener un T-15 a la vez, pero también estaba equipado con dos tubos de torpedos de 533 milímetros destinados a la autodefensa. En 1953, el proyecto T-15 presentó sus conclusiones al Consejo Central del Partido Comunista, donde se determinó que el proyecto sería administrado por la Marina. En 1954, un comité de expertos navales no estuvo de acuerdo con continuar con los torpedos nucleares T-15. Sus críticas se centraron en la falta de necesidad cuando se consideraban junto con las armas existentes en la flota de submarinos, así como en el escepticismo de que los submarinos pudieran acercarse a los puntos de lanzamiento lo suficientemente cerca de la costa para alcanzar objetivos dentro de 40 km.
El Proyecto 627 se modificó para proporcionar reactores para un nuevo buque que sería capaz de desplegar torpedos de calibre 533 mm en el proyecto T-5. Sin embargo, la terminación del programa T-15 en 1954 no fue la última vez que un torpedo grande sería considerado como medio de despliegue. En 1961, Andrei Sakharov revisó la idea después de probar con éxito su nueva bomba de 52Mt, que era demasiado grande para aviones. Cuando presentó el concepto a la armada, no le gustó la idea, ya que el efecto de área amplia lo apagaba y mataría a tantas personas inocentes. Los avances tecnológicos condujeron al proceso de selección de armas favoreciendo enfoques más tácticos que fueron susceptibles de una ejecución más rápida. Después de años de disminución y reducción de las existencias, la Federación de Rusia en los últimos años parece tender a inclinarse hacia un aumento de sus existencias en términos de cantidad y rendimiento de armas nucleares.

### T-5
Desde principios de la década de 1950, cuando los soviéticos diseñaron con éxito su propia forma de bomba nuclear, se buscó un medio eficaz de entrega. El torpedo T-5 estaba armado con una cabeza nuclear RDS-9 de 5 kilotones de potencia. La primera prueba del T-5 en Semipalatinsk, Kazajistán, el 10 de octubre de 1954 no tuvo éxito. Un año después, después de un mayor desarrollo, tuvo éxito una prueba en Novaya Zemlya el 21 de septiembre de 1955.  El 10 de octubre de 1957, en otra prueba en Novaya Zemlya, el S-144, un submarino clase Whisky, lanzó un T-5. El arma de prueba, cuyo nombre en código era Korall, detonó con una fuerza de 4.8 kilotoneladas a veinte metros debajo de la superficie de la bahía, enviando una gran columna de agua altamente radiactiva al aire. Se utilizaron tres submarinos fuera de servicio como objetivos a una distancia de 6.5 millas.  Tanto el S-20 como el S-34 se hundieron por completo, y el S-19 sufrió daños críticos. 
En 1958, el T-5 se volvió completamente operativo como el torpedo Tipo 53-58.  : 28  El arma, que podría desplegarse en la mayoría de los submarinos soviéticos, disponía de una ojiva intercambiable de explosivos nucleares o de alto poder explosivo. Esto permitió rápidas decisiones tácticas en el despliegue. El T-5, como el torpedo Mark 45 de EE. UU., no fue diseñado para realizar impactos directos, sino para maximizar una zona de explosión en el agua. La detonación crearía ondas de choque lo suficientemente potentes como para romper el casco de un submarino sumergido. Sin embargo, al igual que el torpedo Mark 45 de EE. UU., el T-5 no estaba optimizado para el inmersión profunda y su capacidad de guía era limitada. Como su rango operativo térmico estaba entre +5C y +25C, esto disminuyó su efectividad en las aguas del Atlántico Norte y el Ártico.
En octubre de 1962, poco antes del comienzo de la crisis de los misiles cubanos, la Marina de los Estados Unidos persiguió al submarino soviético B-59 en el Océano Atlántico. Cuando el buque soviético no salió a la superficie, los destructores estadounidenses comenzaron a lanzar cargas de profundidad de entrenamiento. El B-59 estaba armado con un T-5. El capitán soviético, creyendo que la Tercera Guerra Mundial podría haber comenzado quería lanzar el arma nuclear. Sin embargo, su comandante de flotilla, Vasili Arkhipov, quien por casualidad estaba usando el submarino como su nave de mando, se negó a respaldar la orden. Después de una discusión, se acordó que el submarino emergería y esperaría órdenes de Moscú. No fue hasta después de la caída de la Unión Soviética que se dio a conocer que el submarino estaba armado con un T-5. 
En la película de la Guerra Fría de 1965, The Bedford Incident aparece un torpedo nuclear soviético.

### ASB-30
El ASB-30 era una ojiva nuclear, desplegada por la Armada Soviética en 1962, que pudo reemplazar las ojivas de alto explosivo en torpedos de 21 pulgadas mientras el submarino estaba en el mar.

### VA-111 Shkval
El torpedo de supercavitación VA-111 Shkval es capaz de transportar ojivas nucleares.

## Federación Rusa

### Status-6
En 2015, surgió información de que Rusia podría estar desarrollando un nuevo torpedo de hasta 100 MT, el Sistema Multipropósito Oceánico Status-6, nombre en código " Kanyon " por los funcionarios del Pentágono. Esta arma está diseñada para crear una ola de tsunami de hasta 500 m de alto que contaminaría radiactivamente un área extensa en las costas enemigas con cobalto-60, y sería inmune a los sistemas de defensa antimisiles, tales como misiles antibalas, armas láser y cañones de riel que podrían desactivar un ICBM o un SLBM .  Dos potenciales submarinos de portaaviones, el submarino de clase Oscar Project 09852 Belgorod y el submarino de clase Yasen Project 09851 Khabarovsk, son embarcaciones nuevas establecidas en 2012 y 2014, respectivamente. Status-6 parece ser un arma disuasoria de último recurso. Parece ser un mini submarino robótico con forma de torpedo, que puede viajar a velocidades de 100 nudos (185 km/h). Información más reciente sugiere una velocidad máxima de 56 nudos (100 km/h), con un alcance de 6.200 millas (10,000 km) y una profundidad máxima de 3.280 pies (1000 metros). Este dron submarino está cubierto por tecnología sigilosa para eludir los dispositivos de seguimiento acústico.   Sin embargo, muchos comentaristas dudan de que este sea un proyecto real y consideran que es más probable que se trate de una filtración para intimidar a los Estados Unidos. Entre otros comentarios al respecto, Edward Moore Geist escribió un artículo en el que dice que "Los responsables de la toma de decisiones rusas tendrían poca confianza en que estas áreas estarían en los lugares previstos"  y los expertos militares rusos dicen que "El torpedo robótico que se muestra podría tener otros fines, como entregar equipos de aguas profundas o instalar dispositivos de vigilancia".
En enero de 2018, El Pentágono confirmó la existencia de Status-6.

## Estados Unidos

### Rationale
El interés de los Estados Unidos en un torpedo nuclear se remonta a 1943, cuando el Capitán William S. Parsons, jefe de la división de municiones del Proyecto Manhattan, propuso un torpedo de ojivas nucleares de tipo uranio lanzado al aire. Este concepto nunca avanzó. No fue sino hasta fines de la década de 1950, cuando aparecieron los submarinos nucleares soviéticos rápidos y de inmersión profunda, que se necesitaba un armamento más pesado. En 1960, los Estados Unidos declararon su programa de ojivas nucleares que podrían arrojarse del Convair B-58 Hustler, el primer bombardero supersónico operacional, con alas delta, sobre los puntos objetivo detectados por los sistemas de sonar.

### Mark 45
El torpedo Mark 45, también conocido como ASTOR, era un arma nuclear de la Marina de los Estados Unidos (USN). El Mark 45 reemplazó al torpedo Mark 44, que era apreciablemente más pequeño, con un peso de aproximadamente 425 libras y 100 pulgadas de largo. El rango de Mark 44 era de alrededor de 6000 yardas y podía alcanzar velocidades de 30 nudos. El diseño inicial fue realizado en 1959 o 1960 por el Laboratorio de Investigación Aplicada de la Universidad de Washington, en Seattle, Washington, y por la Westinghouse Electric Corp., en Baltimore, Maryland. El torpedo entró en servicio en 1963. 
El Mark 45 era un torpedo antisubmarino, lanzado desde un submarino con capacidad de guiado por cable. La ojiva era una ojiva nuclear táctica de bajo rendimiento W34, cuyo radio de explosión extenso destruiría un barco enemigo por una detonación de proximidad, en lugar de una entrega de precisión. Para garantizar el control total sobre el arma nuclear, un control por cable llevó a cabo la detonación. La ojiva fue detonada solo por una señal enviada a lo largo del cable; no hubo contacto ni influencia explotadora en el torpedo. Las señales de orientación del objetivo, informadas por un giroscopio y un equipo de profundidad, también podrían enviarse a través de la conexión de cable, ya que el torpedo no tenía capacidad de referencia a bordo. Tenía 19 pulgadas de diámetro y se lanzó silenciosamente desde un tubo estándar de 21 pulgadas. Tenía 227 pulgadas de largo y pesaba 2300 a 2400 libras. Hubo 3 módulos de la Mark 45. El primero, el módulo 0, era más pesado que los otros módulos, tal vez porque se inundó durante la mayor parte de su vida. Los módulos segundo y tercero habían aumentado el alcance.  La ojiva nuclear ofreció una gran explosión que podría destruir submarinos de alta velocidad y buceo profundo. Alimentado por una batería de agua de mar y un motor eléctrico de 160 CV, podía alcanzar los 40 nudos y tenía un alcance máximo de 15,000 yardas (13,650m). Aproximadamente 600 torpedos Mark 45 fueron construidos entre 1963 y 1976. 

### Reemplazo
El tamaño y el peso de la ojiva nuclear del Mark 45 interfirieron en gran medida con la velocidad que podía alcanzar el torpedo. De 1972 a 1976, el Mark 45 fue reemplazado por el torpedo Mark 48, el actual torpedo submarino USN. El Mark 48 es un torpedo de referencia acústica muy rápido, de inmersión profunda con un sistema de guía de alto rendimiento. El Mark 48 mide 21 pulgadas (533 mm) de diámetro, tiene una longitud de poco más de 19 pies (5,8 m) y lleva una ojiva de aproximadamente 650 libras (295 kg) de altos explosivos. Se estima que el arma tiene una velocidad de 55 nudos (102 km/h) y un alcance de 35,000 yardas (32 km). Un cable de guía gira simultáneamente desde el submarino y el torpedo, permitiendo que el submarino controle el "pez" utilizando el sonar pasivo más grande y sutil del submarino. El giroscopio del torpedo lo coloca en un rumbo inicial al objetivo. El cable solo entra en juego si la posición y el movimiento del objetivo sugieren que se necesita un cambio para corregir el rumbo giroscópico del torpedo. En tal caso, el técnico de control de incendios realiza la alteración a través del cable. Luego se corta el cable y el sonar de referencia activo del torpedo busca el objetivo. Los avances posteriores al Mark 48 incluyen el Mark 48 Mod 3, con avances al sistema de referencia, utilizando TELECOM, que proporciona transmisiones de datos bidireccionales entre el submarino y el torpedo, permitiendo que el torpedo transmita datos acústicos de regreso al submarino. Se han producido más de 5,000 torpedos Mark 48. 
Los torpedos Mark 45 desmantelados fueron remodelados, reemplazando las ojivas nucleares con ojivas convencionales. Estos torpedos de "Libertad" se ofrecieron a la venta en el extranjero sin mucho éxito.

## Crisis de los misiles cubanos
En ese momento, los Estados Unidos no sabían que la URSS poseía torpedos con armas nucleares. Aunque otros tipos de armas nucleares eran bien conocidos, solo salió a la luz muchos años después de la crisis de los misiles cubanos en octubre de 1962 que Estados Unidos había sido vulnerable a un ataque con torpedos nucleares. [cita requerida]
Antes de la crisis, Estados Unidos había estado acechando y documentando la mayoría de los submarinos soviéticos. Durante la crisis, Estados Unidos impuso un bloqueo para erradicar toda presencia soviética en el Mar Caribe. Puede haber ocurrido un incidente peligroso en el submarino soviético, aunque se han planteado algunas dudas. Vadim Orlov, que era oficial de inteligencia de comunicaciones, declaró que el 27 de octubre, los destructores estadounidenses lanzaron cargos de profundidad de práctica en B-59. El capitán Valentin Savitsky, incapaz de establecer comunicaciones con Moscú, con una tripulación que sufría de calor y altos niveles de dióxido de carbono, ordenó que se ensamblara el torpedo nuclear T5 para disparar. El comandante adjunto de la brigada, segundo capitán Vasili Arkhipov, calmó a Savitsky y tomaron la decisión de sacar a la superficie el submarino. Esta narrativa es controvertida, ya que otros comandantes de submarinos han encontrado improbable que Savitsky hubiera dado tal orden.